# Wade Hampton (Karolina Południowa)
Wade Hampton – jednostka osadnicza w Stanach Zjednoczonych, w stanie Karolina Południowa, w hrabstwie Greenville.